# 任錫庚
任錫庚，生卒年不詳，字修如，北京人，嘗任清廷太醫院掌印御醫，兼上藥房值宿供奉官。其所著有《難經筆記》、《醫宗簡要》，另有《太醫院志》一卷及《王氏醫案繹注》，均有刊本行世。而《太医院志》亦是关于清代太医院医事制度记载最为全面详细的专著。